# Justicia mohintlii
Justicia mohintlii är en akantusväxtart som beskrevs av José Mariano Mociño, Amp; Sesse och Christian Gottfried Daniel Nees von Esenbeck. Justicia mohintlii ingår i släktet Justicia och familjen akantusväxter. Inga underarter finns listade i Catalogue of Life.